# Glypta confusa
Glypta confusa är en stekelart som beskrevs av Dasch 1988. Glypta confusa ingår i släktet Glypta och familjen brokparasitsteklar. Inga underarter finns listade i Catalogue of Life.